# Inese Tarvida
Inese Tarvida (16 novembre 1998) è una taekwondoka lettone.

## Palmarès
- Mondiali

Muju 2017: bronzo nei 53 kg.
Manchester 2019: bronzo nei 53 kg.
- Europei

Kazan' 2018: argento nei 53 kg.
Sofia 2021: bronzo nei 57 kg.